# ستيف برينان (لاعب دارت)
ستيف برينان (بالإنجليزية: Steve Brennan)‏ هو لاعب دارت بريطاني، ولد في 11 فبراير 1951 في إنجلترا في المملكة المتحدة.

## وصلات خارجية
- ستيف برينان على موقع DartsDatabase.co.uk (الإنجليزية)